# Tempusprinzip
Das Tempusprinzip entscheidet im Grundbuchrecht über die Rangordnung von mehreren, im selben Grundbuch eingetragenen Rechten. Es bestimmt neben dem Lokusprinzip abschließend die gesetzliche Rangfolge, die bei der Versteigerung des Grundstücks von Bedeutung ist.

## Anwendung
Das deutsche Sachenrecht wird vom Prioritätsprinzip beherrscht. In § 879 Abs. 1 Satz 2 BGB wird dementsprechend bestimmt, dass das Tempusprinzip bei mehreren, über beide Abteilungen des Grundbuchs verteilten Rechten (z. B. mehrere Grundschulden in Abt. III und mehrere Lasten in Abt. II) anzuwenden ist. Dabei kann die bloße optische Reihenfolge, wie sie grundsätzlich beim Lokusprinzip gilt, nicht angewandt werden. Beim Tempusprinzip ist vielmehr das Eintragungsdatum von entscheidender Bedeutung (die Eintragungszeit, lat. tempus). Rechte mit gleichem Eintragungsdatum haben deshalb gleichen Rang, sofern nicht durch einen Rangvermerk einem Recht der Vorrang eingeräumt ist (§ 45 Abs. 2 GBO).

## Auswirkung
Ist das Recht in II/1 am 17. April eingetragen und das Recht in III/1 am 16. April desselben Jahres, so hat III/1 Vorrang vor II/1. Gleichrang liegt vor, wenn das Recht II/1 zusammen mit dem Recht III/1 am 17. April desselben Jahres eingetragen wurde und ein Rangvermerk nicht vorhanden ist. Sind hingegen die Rechte II/1 und III/1 am 17. April desselben Jahres eingetragen worden und ein Rangvermerk räumt dem Recht III/1 den Vorrang vor II/1 ein, so besteht ein Rangverhältnis zwischen beiden Rechten. Insoweit kommt § 45 GBO sogar materieller Rechts-Charakter zu. Der von Amts wegen einzutragende Rangvermerk geht regelmäßig auf eine notarielle Rangbestimmung zurück, die wiederum durch die Grundbuchbeteiligten zustande kommt.

## Zwangsversteigerung
Das Tempusprinzip wird angewandt, wenn zum Zeitpunkt der Zwangsversteigerung in beiden Grundbuchabteilungen mindestens ein Recht eingetragen ist. In der Zwangsversteigerung bestimmt es über die abschließende Rangfolge, die für die Verteilung der Versteigerungserlöse maßgebend ist (§ 11 ZVG). Bei letztrangigen Rechten besteht die Gefahr, dass sie ganz oder teilweise leer ausgehen und dadurch die grundbuchlich gesicherten Gläubiger einen Ausfall erleiden. Somit bestimmt die gesetzliche Rangfolge letztlich über das Ausfallrisiko eines Gläubigers.